# YZ Canis Minoris

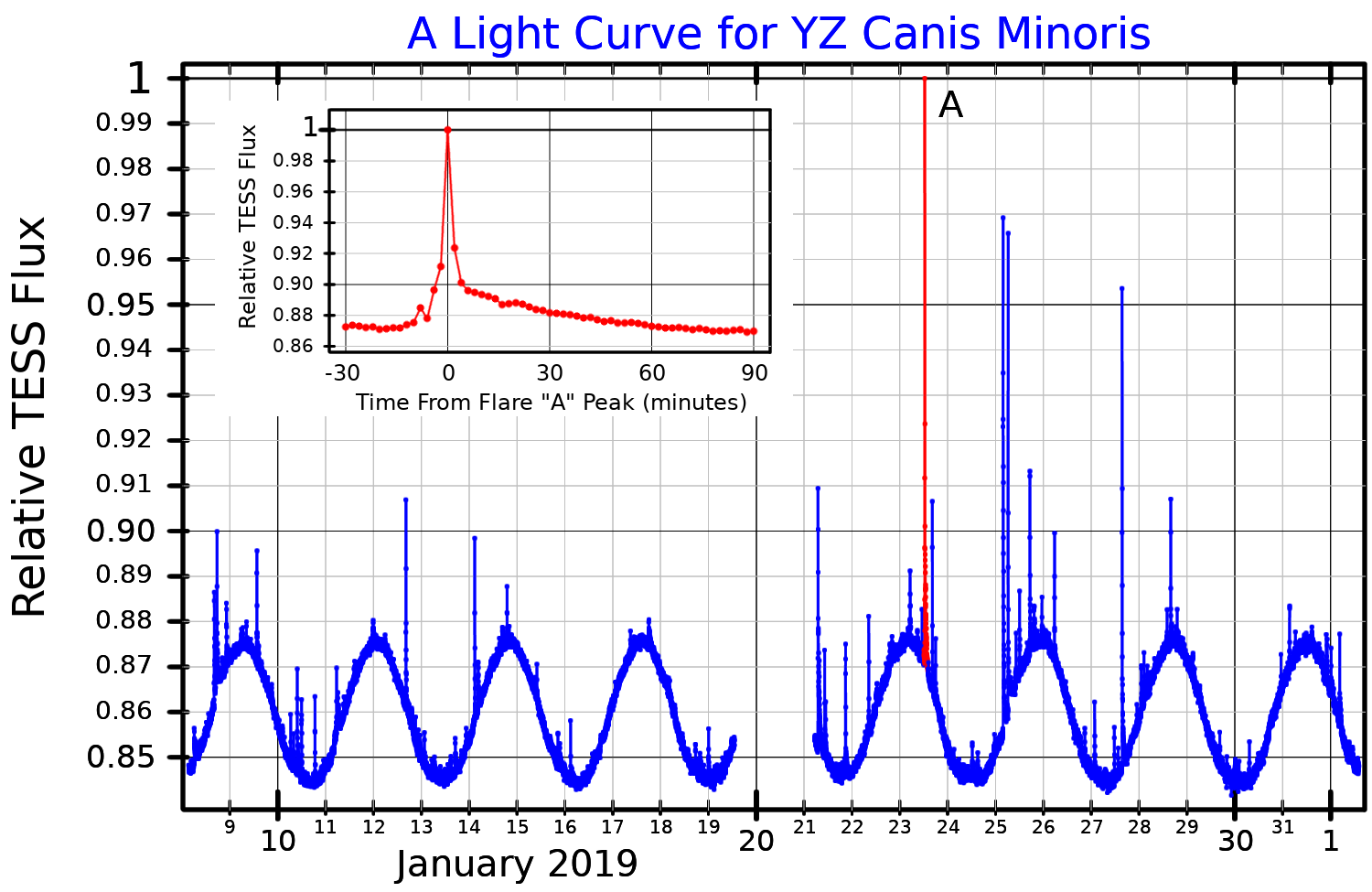
Una curva de luz para YZ Canis Minoris a partir de datos TESS, adaptada de Maehara

YZ Canis Minoris (YZ CMi / GJ 285 / HIP 37766 / LHS 1943) es una estrella situada en la constelación de Canis Minor.
Tiene magnitud aparente +11,40, por lo que no es visible a simple vista.
Se encuentra a poco más de 19 años luz del sistema solar. Su máximo acercamiento a la Tierra aconteció hace 161 000 años, cuando pasó a una distancia de 10 años luz.
YZ Canis Minoris es una enana roja de tipo espectral M4.5Ve con una temperatura superficial de 2975 K. Tiene una luminosidad bolométrica de 0,03 soles y su masa equivale al 28 % de la que tiene el Sol.
Con un radio aproximadamente igual al 30 % del radio solar, gira sobre sí misma con una velocidad de rotación proyectada de 6,5 km/s.
Su contenido metálico es semejante al del Sol ([Fe/H] = +0,07).
Posee un fuerte flujo magnético superficial, superior a 3900 G.
YZ Canis Minoris es una estrella variable miembro a la vez de los grupos UV Ceti —estrellas fulgurantes— y BY Draconis. Como estrella fulgurante es similar a otras enanas rojas de nuestro entorno, como Próxima Centauri o la propia UV Ceti, y ha sido estudiada profusamente. Las erupciones de estrellas fulgurantes en la región de rayos X fueron detectadas por primera vez en 1975 estudiando YZ Canis Minoris y UV Ceti.
Como variable BY Draconis muestra variaciones en su luminosidad asociadas a la rotación de la estrella, debido a la existencia de manchas en su superficie u otro tipo de actividad cromosférica. Su período de variación de 2,781 días.
Sus vecinas más próximas son dos enanas rojas, Ross 619, a 3,99 años luz, y la estrella de Luyten, a 7,07 años luz de distancia.